# بریستول (حوزه سرشماری)، ورمونت
بریستول (به انگلیسی: Bristol) یک منطقهٔ مسکونی در ایالات متحده آمریکا است که در ورمانت واقع شده‌است. بریستول ۵٫۵۸ کیلومتر مربع مساحت و ۲٬۰۳۰ نفر جمعیت دارد و ۱۷۴٫۰۴ متر بالاتر از سطح دریا واقع شده‌است.